# Pays d'Aix Venelles Volley-Ball 2021-2022
Questa voce raccoglie le informazioni riguardanti il Pays d'Aix Venelles Volley-Ball nelle competizioni ufficiali della stagione 2021-2022.

## Organigramma societario
Area direttiva
- Presidente: Bernard Soulas

Area tecnica
- Allenatore: Alessandro Orefice
- Allenatore in seconda: Danilo Pejović

Area sanitaria
- Preparatore atletico: Luca Rossini

## Rosa
| N° | Nome               | Ruolo | Data di nascita  | Nazionalità sportiva |
| -- | ------------------ | ----- | ---------------- | -------------------- |
| 1  | Myriam Kloster     | C     | 4 agosto 1989    | Francia              |
| 2  | Margaux Bouzinac   | P     | 4 settembre 1996 | Francia              |
| 3  | Ol'ha Trač         | C     | 15 novembre 1988 | Ucraina              |
| 4  | Laura Partenio     | S     | 29 dicembre 1991 | Italia               |
| 5  | Amélie Rotar       | O     | 24 ottobre 2000  | Francia              |
| 7  | Lou Raquin         | L     | 25 gennaio 2002  | Francia              |
| 8  | Kendra Dahlke      | S     | 29 dicembre 1996 | Stati Uniti          |
| 10 | Liis Kullerkann    | C     | 2 maggio 1991    | Estonia              |
| 11 | Tanja Grbić        | P     | 9 luglio 1988    | Serbia               |
| 12 | Piia Korhonen      | O     | 12 gennaio 1997  | Finlandia            |
| 16 | Amandine Giardino  | L     | 30 marzo 1995    | Francia              |
| 18 | Yasmine Abderrahim | S     | 16 aprile 1999   | Algeria              |
| 19 | Bernadett Dékány   | S     | 30 giugno 1992   | Ungheria             |